# Котроманићи
Котроманићи су били српска владарска династија у средњовјековној Босни, која је владала приближно од 1250. до 1463. године.

## Историја
Поријекло јој није у потпуности разјашњено. Постоје различите спекулације о томе, приказ којих се може наћи у дјелима Орбинија и других. Први познати члан династије, бан Пријезда I (1254 — након 1287), био је рођак и наследник босанскога бана Матеја Нинослава. Пријезду су наслиједили синови Пријезда II и Стефан I, зван Котроман, по којем је династија добила име. Бановали су заједно приближно до 1290, а потом је част босанског бана обављао сам Стефан. Око 1302. потиснуо га је Младен I Шубић, који је завладао као „бан босански”. При крају његове владавине банску власт у Босни преузео је син Стефана I, Стефан II, најприје као вазал Младена II Шубића, а затим као самосталан владар (1322—1353).
За вријеме његове владавине (Стефана II Котроманића) Босна се знатно територијално проширила. Удвостручио је територију Босне, па тако у једној повељи пише „да бан влада земљом од Саве до мора и од Цетине до Дрине”. Његова кћи Јелисавета Котроманић удала се за угарског краља Лајоша I Анжујског.
Стефана II наслиједио је братанац Стефан Твртко I (бан 1353—1377; краљ 1377—1391), најистакнутији владар династије, који се у манастиру Милешеви, на гробу Светог Саве крунисао са српског краља. Од времена његове владавине русаг Босански бирао је владаре искључиво из рода Котроманића. За вријеме Твртковог наследника Стефана Дабише (1391—1395) ојачала је моћ босанских великаша Хрвоја Вукчића, Павла Радиновића и Сандаља Хранића Косаче, који су утицали на избор појединих владара у Босни. Дабиша се у љето 1394. године одрекао Хрватске и Далмације и препустио их угарском краљу Жигмунду. Постао је вазал угарског краља, а са босанском властелом се договорио, да после његове смрти Жигмунд Луксембуршки постане краљ Босне. Након кратке владавине Дабише наслијеђује га његова удовица Јелене Грубе (1395—1398), за чије се владавине знатно осамосталила властела. Властела је тада почела да присваја извјесна владарска права као што су убирање царина. Одржала је власт до маја 1398. године када на престо Срба Босне долази Стефан Остоја који је два пута владао прва владавина (1398—1404), а друга владавина (1409—1418). Као противник угарског краља, ратовао је са Дубровником 1403. године, те чим је Жигмунд ојачао, склопио је са њим савез и напустио дотадашњи са Ладиславом Напуљским, што је био разлог његовог збацивања са власти, а за новог краља изабран је Стефан Твртко II (1404—1409, 1421—1443), син Твртка I. Сломивши отпор босанског племства угарски краљ 1409. године враћа на престо Стефана Остоју. Формално је призната Жигмундова власт, а тада је Босна изгубила већи број градова, а на сјеверу је образована област Усоре која је била под непосредном управом угарског краља. После смрти Стјепана Вукчића 1416. године, Остоја се жени његовом удовицом те на тај начин шири босанску државу. Остоју наслеђује Стефан Остојић (1418—1421), његов син који влада кратко, са престола је збачен средином 1420. године, а остаје активан све до априла следеће године, након чега му се губи траг. Уз турску помоћ, по други пут као краљ Срба, Босне и Приморја крунише се Твртко II, који је брзо средио ситуацију у земљи и повео самосталну политику према Турцима, приближивши се краљу Жигмунду. Тај потез узнемирио је Турке који након тога у Босну доводе Остојиног сина Радивоја 1433. године, кога уз помоћ великаша Сандаља Хранића, Радослава Павловића и деспота Ђурђа Бранковића, доводе краткотрајно на престо Босне. Тада Твртко други бјежи у Угарску, а Радивоје Остојић почиње да влада Босном. Његова владавина траје скоро пуне двије године, за то вријеме Радивоје није успио објезбједити трајно признање, како у сусједним земљама тако ни у земљи. Послије смрти Сандаља Хранића, Твртко II враћа се у Босну, марта 1435. године. Наследник Сандаља Хранића, Стефан Вукчић Косача позива Турке у Босну средином 1435. године. Следеће године краљ је водио преговоре око измирења са Стефаном Вукчићем, но отворено непријатељство са Косачом избило је 1443. године, када је отворени сукоб иницирао Твртко II Котроманић. Сукоб није дуго трајао јер се краљ одмах обратио Дубровнику од кога је тражио да посредује у миру. Та иницијатива је била Тврткова задња активност. Умире мјесеца новембра 1443. године, након чега на српски престо у Босни након долази Стефан Томаш (1443—1461) син краља Остоје. Одмах се дао у акцију те је сузбио Стефана Вукчића и протјерао га из западног Хума, од Турака је исте 1444. године маја мјесеца ослободио Сребреницу. Те године дошло је до савеза између Стефана Вукчића Косаче и деспота Ђурђа, па је тако склопљен мир већ 1446. године, када је Стефан Томаш оженио Катарину кћи Стефана Вукчића.
Титулу српског деспота Томаш је добио 21. марта 1459. године, када прима „нечелство српско”. Он је истицао да је титулу деспота добио „уз сложну вољу свих Срба”. Падом Смедерева 20. јуна 1459. године, престала је да постоји српска деспотовина, што је означило и почетак краја Босне. Добивши од папе наду за помоћ у одбрани од Турака, наредних година, краљ је био заокупљен насилним покушајима прекрштавања босанских крстјана у католицизам. Његове акције у прекрштавању су биле без резултата. Краљ Стефан Томаш умро је јула 1461. године, а на његово мјесто долази Стефана Томашевића.
Нови краљ је у прољеће 1462. године одбио плаћање харача Турцима и признао угарску врховну власт, у нади да ће хришћанска Европа помоћи Србима у одбрани од Турака. Почетком 1463. године, Турска војска је кренула у освајање Босне. Војску је предводио лично султан Мехмед II, Турци су преко Сјенице и Дрине продрли у Босну. Исте године Босна је пала, а династија Котроманића нестала је с османским освајањем средњовјековне Босне 1463, погубљењем посљедњега краља Стефана Томашевића (1461—1463) те смрћу његовог стрица Радивоја Остојића.
Вјерује се да су Котроманићи славили Светог Григорија Назијанског.
Главни посједи налазили су им се у средњој Босни, у долини ријеке Босне до Врандука и у жупи Лашви. Од значајнијих градова посједовали су Високо, Сутјеску, Бобовац, Фојницу и Крешево те околна рударска насеља. Смрћу Хрвоја Вукчића стекли су Пливску и Лучку жупу с Јајцем, у којем су столовала два посљедња босанска краља.

## Владарски родослов
- бан Пријезда I (1250—1287)
- бан Пријезда II (1290—1322) / бан Стефан I Котроманић (1290—1314)
- бан Стефан II Котроманић (1322—1353)
- бан Стефан Твртко I Котроманић, (1353—1391), краљ од 1377. године
- краљ Стефан Дабиша (1391—1398)
- краљ Стефан Остоја Котроманић (1398—1404)
- краљ Стефан Твртко II Котроманић (1404—1409)
- краљ Стефан Остоја Котроманић (1409—1418)
- краљ Стефан Остојић (1418—1421)
- краљ Стефан Твртко II Котроманић (1421—1443)
- краљ Стефан Томаш (1443—1461)
- краљ Стефан Томашевић (1461—1463)